# Platyarthridae
Platyarthridae es una familia de crustáceos isópodos. Sus 131 especies reconocidas son casi cosmopolitas, excepto zonas polares.

## Géneros
Se reconocen los 6 siguientes:
- Cephaloniscus Ferrara & Taiti, 1989 (1 especie)
- Echinochaetus Ferrara & Schmalfuss, 1983 (1 especie)
- Gerufa Budde-Lund, 1909 (4 especies)
- Lanceochaetus Schmalfuss & Ferrara, 1978 (1 especie)
- Manibia Barnard, 1932 (2 especies)
- Niambia Budde-Lund, 1904 (22 especies)
- Papuasoniscus Vandel, 1973 (3 especies)
- Platyarthrus Brandt, 1833 (28 especies)
- Trichorhina Budde-Lund, 1908 (69 especies)